# Lípy svobody (Písnice)
Lípy svobody v Písnici rostou na zatravněném prostranství při křižovatce ulic Libušská a K Vrtilce. Čtyři stromy rostou ve skupině kolem pomníku poblíž památkově chráněných božích muk.

## Historie
Lípy svobody byly vysazeny roku 1928 na připomínku 10. výročí vzniku Československé republiky. Stromy zasadili místní obyvatelé u pomníku obětem 1. světové války. Obvod jejich kmene a výška nebyly měřeny. 

## Významné stromy v okolí
- Lípa republiky v Písnici, u školy
- Lípa republiky v Libuši, u sokolovny